# Robert Hermann
Robert Hermann (født 29. april 1869 i Bern, Schweiz - død 22. oktober 1912) var en schweizisk komponist.
Hermann studerede oprindeligt medicin i Genéve, men blev af Edvard Grieg opildnet til at studere musik. Han studerede herefter musik og komposition på Musikkonservatoriet i Frankfurt, hvorefter han studerede videre hos Engelbert Humperdinck i Leipzig. Han har skrevet 2 symfonier, orkesterværker, koncertmusik, klaverstykker etc.

## Udvalgte værker
- Symfoni nr. 1 (i C-dur) (1895) - for orkester
- Symfoni nr. 2 (i H-mol) (1905) - for orkester